# Úřad pro kontrolu zahraničních aktiv
Úřad pro kontrolu zahraničních aktiv (OFAC, z anglického Office of Foreign Assets Control) je finanční zpravodajská a výkonná agentura Ministerstva financí USA. Spravuje a vymáhá hospodářské a obchodní sankce v zájmu americké zahraniční politiky a národní bezpečnosti.
Z titulu mimořádných federálních pravomocí prezidenta vykonává OFAC své aktivity proti cizím státům, jakož i řadě dalších organizací a jednotlivců, jako jsou teroristické skupiny, které jsou považovány za hrozbu pro národní bezpečnost USA.
Kromě amerického Zákona o obchodování s nepřítelem a různých mimořádných událostí odvozuje OFAC svou pravomoc zejména ze Zákona o mezinárodních mimořádných ekonomických pravomocích (IEEPA, týká se embarg a ekonomických sankcí) a dalších federálních zákonů USA.

## Seznamy OFAC
OFAC spravuje a prosazuje programy ekonomických sankcí vůči zemím, podnikům nebo skupinám jednotlivců pomocí pokut, blokování majetku a obchodních omezení.
Zveřejňuje seznam speciálně označených státních příslušníků (SDN, Specially Designated Nationals), který uvádí osoby, organizace a plavidla, s nimiž američtí občané s trvalým pobytem ve Spojených státech mají zakázáno podnikat.
OFAC tím brání takzvaným „zakázaným transakcím“, které popisuje jako „obchodní nebo finanční transakce a jiná jednání, do kterých se osoby z USA nesmějí zapojit, pokud nejsou povoleny OFAC nebo jsou výslovně vyňaty zákonem“. OFAC má pravomoc udělovat výjimky ze zákazů takových transakcí, a to buď vydáním obecné licence pro určité kategorie transakcí, nebo zvláštními licencemi vydanými případ od případu.